# ماك أو إس إكس 10.2
ماك أو إس إكس 10.2 والذي يرمز له باسم «جاگوار» هو ثالث إصدار رسمي لنظام ماك أو إس إكس، وهو نظام طورته شركة آبل للحواسيب الشخصية والسيرفر. جاء هذا النظام خلفاً لنظام ماك أو إس إكس پوما وسلفاً لنظام ماك أو إس إكس پانثر. تم إطلاق النسخة 10.2 من النظام في 24 أغسطس 2002 للتحميل الفردي على الأجهزة أو لتحميل الحزمة العائلية والتي تسمح بتحميل النظام على 5 أجهزة لعائلة واحدة. تم إستقبال النظام بشكل جيد نسبياً من قبل أغلب مستخدمي ماك لأن النظام يحتوي على تطورات كبيرة من ناحية الثبات والسرعة والتوافق مع أنظمة يونكس الأخرى. تم استخدام اسم جاگور في الحملات الدعائية للنظام، وهي أول مرة يستخدم فيها رمز النظام في الإعلانات من قبل إبل، وقد استمر هذا الشيء مع الأنظمة السالفة.

## متطلبات النظام
- الحاوسيب المدعومة:
  - پاور ماكنتوش جي3، جي4، جي5، آي ماك، إ ماك، پاوربوك جي3، پاوربوك جي4، آي بوك.
- ذاكرة الدخول العشوائي:
  - 128 ميگابايت، إلا أنه يستحسن أن تكون مابين 256 ميگابايت إلى 512 ميگابايت.
- نوع المعالج:
  - باور بي سي جي 3 أو جي 4 أو جي 5 يعمل على سرعة 233 ميگاهرتز أو أعلى

## التطبيقات والتحديثات الجديدة
- أنكويل (Inkwell)، تطبيق للتعرف على كتابة اليد.
- يونفيرسال آكسس، إحدى مكونات النظام لذوي الإحتياجات الخاصة.

## تاريخ الإصدارات
| الإصدار | البناء        | التاريخ        | إسم النواة | ملاحظات                                                       |
| ------- | ------------- | -------------- | ---------- | ------------------------------------------------------------- |
| 10.2    | 6C115, 6C115a | 24 أغسطس 2002  | داروين 6.0 | الإصدار الرسمي                                                |
| 10.2.1  | 6D52          | 18 سبتمبر 2002 | داروين 6.1 | عن تحديث ماك أو إس إكس 10.2.1, ورمزه جاگور ريد                |
| 10.2.2  | 6F21          | 11 نوفمبر 2002 | داروين 6.2 | عن تحديث ماك أو إس إكس 10.2.2, ورمزه جاگور بلو أو ميرلوت      |
| 10.2.3  | 6G30          | 19 ديسمبر 2002 | داروين 6.3 | عن تحديث ماك أو إس إكس 10.2.3, ورمزه جاگوار گرين              |
| 10.2.3  | 6G37          | 19 ديسمبر 2002 | داروين 6.3 | اصدار محدّث                                                    |
| 10.2.3  | 6G50          | 19 ديسمبر 2002 | داروين 6.3 | نسخة للسيرفر                                                  |
| 10.2.4  | 6I32          | 13 فبراير 2003 | داروين 6.4 | عن تحديث ماك أو إس إكس 10.2.4, ورمزه جاگوار پينك              |
| 10.2.5  | 6L29          | 10 إبريل 2003  | داروين 6.5 | عن تحديث ماك أو إس إكس 10.2.5, ورمزه جاگوار پلايد             |
| 10.2.6  | 6L60          | 6 مايو 2003    | داروين 6.6 | عن تحديث ماك أو إس إكس 10.2.6, ورمزه جاگوار بلاك              |
| 10.2.7  | 6R65          | 22 سبتمبر 2003 | داروين 6.7 | تمت إزالته من التوزيع بسبب كثرة العيوب                        |
| 10.2.8  | 6R73          | 3 أكتوبر 2003  | داروين 6.8 | عن تحديث ماك أو إس إكس 10.2.8; تم إطلاقه كبناء 6R50 ليوم واحد |
| 10.2.8  | 6S90          | 3 أكتوبر 2003  | داروين 6.8 | عن تحديث ماك أو إس إكس 10.2.8 (جي 5)                          |